# Заречный (Выселковский район)
Заречный — посёлок в Выселковском районе Краснодарского края. Известен специализированной психоневрологической больницей (ГБУЗ СПНБ) на улице Садовая, 1.
Входит в состав Березанского сельского поселения.

## География
Находится в 100 километрах северо-восточнее Краснодара.
На территории посёлка расположено Государственное Бюджетное Учреждение Здравоохранения Специализированная Психоневрологическая Больница, лечение в которой получают более 6000 человек в год. ГБУЗ СПНБ оказывает  экстренную и плановую специализированную психиатрическую, социальную и правовую помощь для пациентов, проживающих в Краснодарском крае и страдающих всеми формами психических расстройств, как психотического так и непсихотического уровня, нарушениями поведения.

### Улицы
-ул. Береговая,
-ул. Широкая,
-ул. Краснодарская,
-ул. Белорусская,
-ул. Красноармейская,
-ул. Юбилейная,
-пер. Черноморский,
-ул. Кочмалы,
-ул. Северная,
-ул. Заречная,
-ул. Кооперативная,
-ул. Новая,
-пер. Кооперативный,
-пер. Новый,
-пер. Лесной,
-пер. Речной,
-пер. Лермонтова,
-ул. Луговая,
-ул. Садовая,
-ул. Набережная. 

## Население
| 2002 | 2010  |
| ---- | ----- |
| 1793 | ↘1761 |